# 팔도 (기업)
팔도는 대한민국에서 음식을 제조하는 기업이다. 1983년 야쿠르트의 라면 브랜드로 런칭하였으며, 2012년 1월 1일에 한국야쿠르트로부터 분사하여 법인화되었다.
2012년 한국프로야구의 공식 스폰서이기도 했다. (2012년 팔도 프로야구)
시판하는 라면 브랜드 중 네모난 케이스가 특징인 도시락 라면은 러시아에서 크게 인기가 있는 상품이며, 팔도가 분사되었을 때 팔도가 러시아에서 도시락 라면을 생산하기 위해 2002년에 설립한 러시아 현지 법인인 코야도 팔도의 현지 법인으로 변경되었다.

## 제품

### 면류
| - 꼬꼬면 - 남자라면 - 왕뚜껑 - 팔도 비빔면 - 도시락 - 틈새라면 - 불낙볶음면 - 팔도 짜장면 - 팔도 불짬뽕 - 팔도 탄탄면 - 일품 해물라면 - 팔도 설렁탕면 - 팔도 봉희설렁탕면 - 팔도 볶음면 - 크래미 라면 - 킹뚜껑 | - 비락식혜 - 비락 수정과 - 비락진홍삼 - 산타페(커피) - 팔도 뽀로로 - 지리산 맑은샘 - 쿠퍼스 헛개차 - 뿌요소다 - 팔도 비빔장 시그니처 - 팔도 만능 비빔장 - 팔도 비빔밥 - 쟌슨빌 핫도그 |  |

## 행사
- 츤데레

2017년 19월 컵라면 왕뚜껑 누적판매 17억 개 돌파를 기념하여 왕뚜껑 용기에 "츤데레 문구"를 기입하는 행사를 진행하였다. 홍보글 예시는 "오다 주웠다 먹던가, 버리던가"라는 글귀가 적혀있었다. 팔도는 행사 용기 기입할 문구 30여 개를 선정하고 "짜증나게 먹는 모습도 예쁘네" "또 먹냐? 먹는 게 예쁜 건 알아가지고" 문구를 뚜껑에 새겨 넣었다. 이 "펀마케팅"에 소비자들이 부정적인 반응을 보였다. 소비자 뚜껑에 "돼지냐? 먹는 것도 예쁘게" 문구가 적혀 있었다. 이에 팔도 홍보팀 관계자는 "주 고객층인 젊은 세대가 즐겨 사용하는 "츤데레 멘트"를 활용하여 소비자를 공략하려는 것이 기획 의도였다. "츤데레 주제 자체가 격한 부분이 있다 보니 공모한 문구 가운데 팔도 광고마케팅팀 내부에서 30여 개 문구를 자체 선정하였다. 일부 문구를 제외하고는 고백을 한다거나, 상대방 외모를 칭찬하는 내용이다. 의도와 다르게 화제가 되면서 생산을 중단하고 행사를 종료하였다. 팔도 경우 타사 광고를 인용하여 패러디하거나 재미있는 문구를 사용하여 예전부터 시대를 앞서 나간다는 평을 받아왔다. 이번에도 그 연장선에서 진행하였던 이벤트였다. 의도와 다르게 거슬리는 문구가 있었던 것은 우리가 미흡하였던 부분이다. 이번 화제가 선행학습이 됐다. 앞으로 더 고민하여 마케팅을 진행할 예정" 이라고 덧붙였다.